# Distretto di Bender Beila
Bender Beila è un distretto somalo che prende il nome dalla sua città capoluogo. Il suo territorio era rivendicato dalla regione somala del Puntland, nel periodo in cui si era proclamata autonoma dallo stato somalo. Esso si affaccia sull'Oceano Indiano.